# Апелдорн
Апелдорн (хол. Apeldoorn) је град у Холандији, у провинцији Хелдерланд. Налази се 90 километара источно од Амстердама. По подацима из 2009. године, у граду је живело 136.600 становника. 
Апелдорн с први пут помиње у 8. веку под именом Аполдро (Appoldro). Близу града је омиљена резиденција низоземске краљевске породице палата Хет Ло (Het Loo). Њен садашњи изглед потиче из времена штатхолдера Вилијама III од Енглеске (1685–1686). Апелдорн је био мали град све до 19. века. 

## Становништво
Према процени, у граду је 2008. живело 153.261 становника.
| 1980.   | 1990.   | 2000.   | 2008.   |
| ------- | ------- | ------- | ------- |
| 138,164 | 147,586 | 153,261 | 155,065 |